# Debbie Flood
Deborah Kirsty Flood, detta Debbie (Harrogate, 27 febbraio 1980), è una canottiera britannica, vincitrice della medaglia d'argento nel 4 di coppia, sia alle Olimpiadi di Atene 2004 che a Pechino 2008.

## Palmarès
- Olimpiadi

Atene 2004: argento nel 4 di coppia.
Pechino 2008: argento nel 4 di coppia.
- Campionati del mondo di canottaggio

2006 - Eton: oro nel 4 di coppia.
2007 - Monaco di Baviera: oro nel 4 di coppia.
2010 - Cambridge: oro nel 4 di coppia.